# ایرج قادری (سیاستمدار)
ایرج قادری سیاست‌مدار ایرانی بود، که در دوره بیست و چهارم مجلس شورای ملی بعنوان نماینده جهرم از استان فارس در مجلس شورای ملی حضور داشت.